# Municipio de Menominee (Míchigan)
El municipio de Menominee (en inglés: Menominee Township) es un municipio ubicado en el condado de Menominee en el estado estadounidense de Míchigan. En el año 2010 tenía una población de 3488 habitantes y una densidad poblacional de 18,34 personas por km².

## Geografía
El municipio de Menominee se encuentra ubicado en las coordenadas 45°13′14″N 87°38′33″O / 45.22056, -87.64250. Según la Oficina del Censo de los Estados Unidos, el municipio tiene una superficie total de 190.23 km², de la cual 188.28 km² corresponden a tierra firme y (1.03%) 1.95 km² es agua.

## Demografía
Según el censo de 2010, había 3488 personas residiendo en el municipio de Menominee. La densidad de población era de 18,34 hab./km². De los 3488 habitantes, el municipio de Menominee estaba compuesto por el 98.31% blancos, el 0.17% eran afroamericanos, el 0.37% eran amerindios, el 0.26% eran asiáticos, el 0.06% eran isleños del Pacífico, el 0.11% eran de otras razas y el 0.72% pertenecían a dos o más razas. Del total de la población el 0.52% eran hispanos o latinos de cualquier raza.